# Strumigenys dyshaula
Strumigenys dyshaula är en myrart som beskrevs av Bolton 1983. Strumigenys dyshaula ingår i släktet Strumigenys och familjen myror. Inga underarter finns listade i Catalogue of Life.

## Bildgalleri

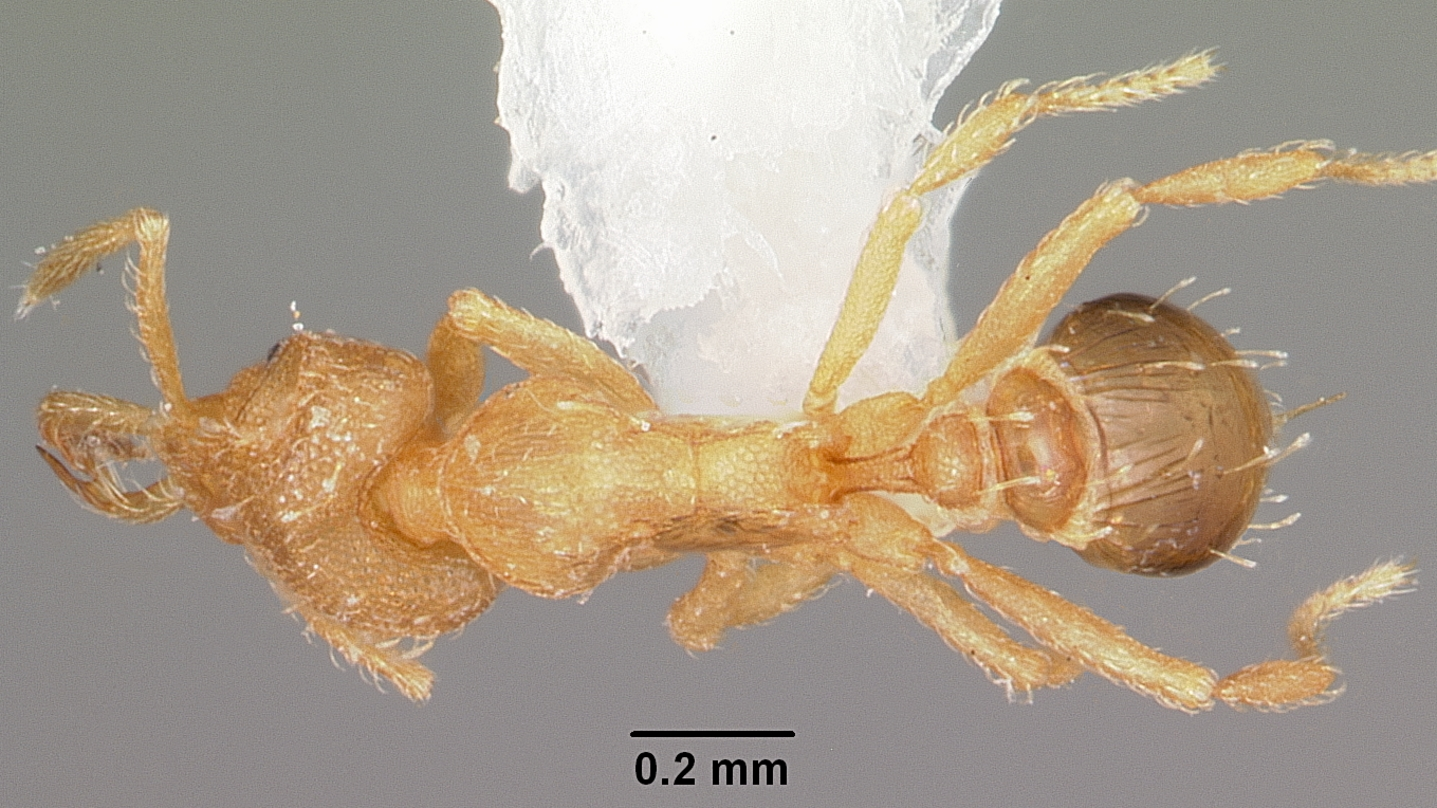
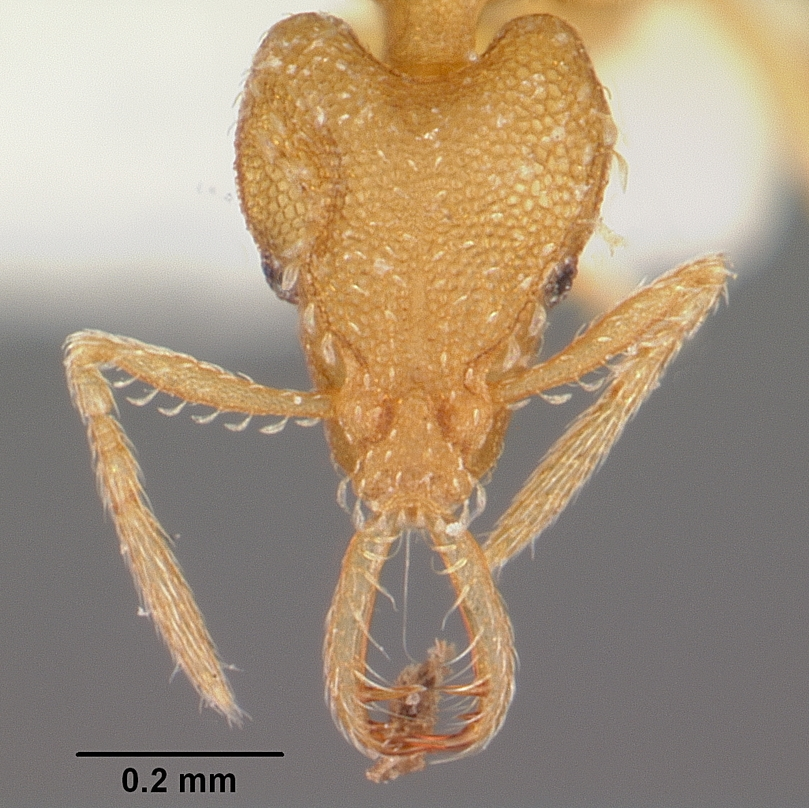
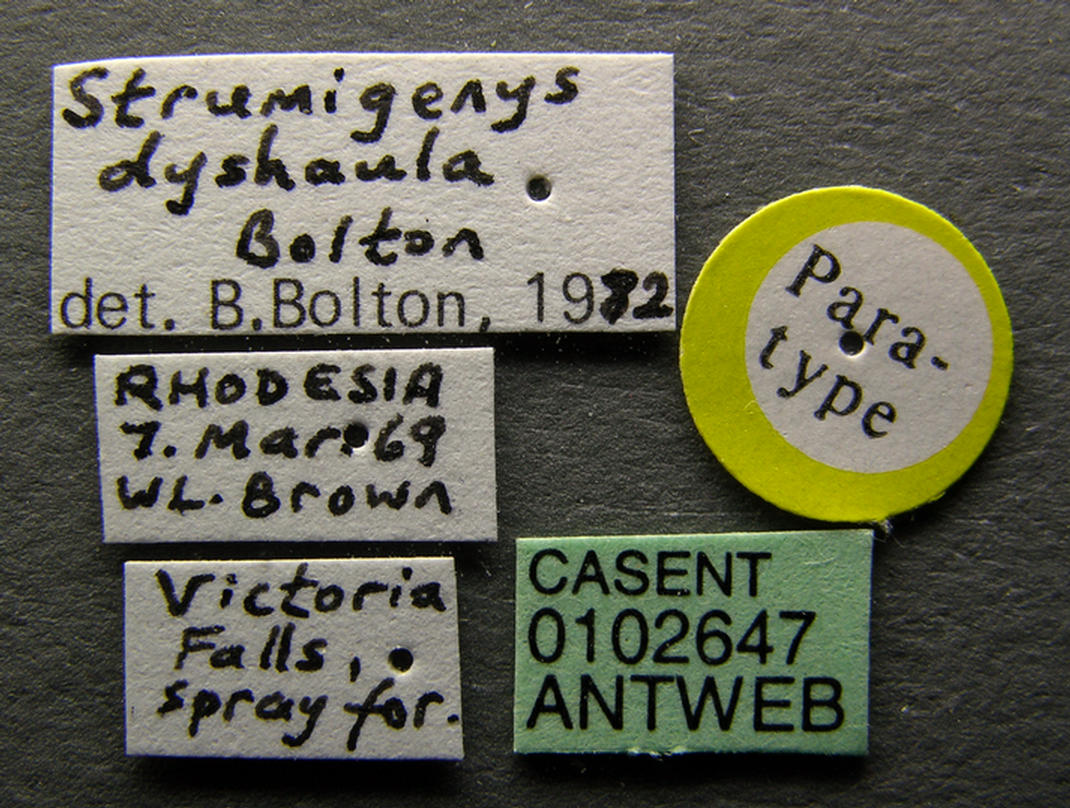
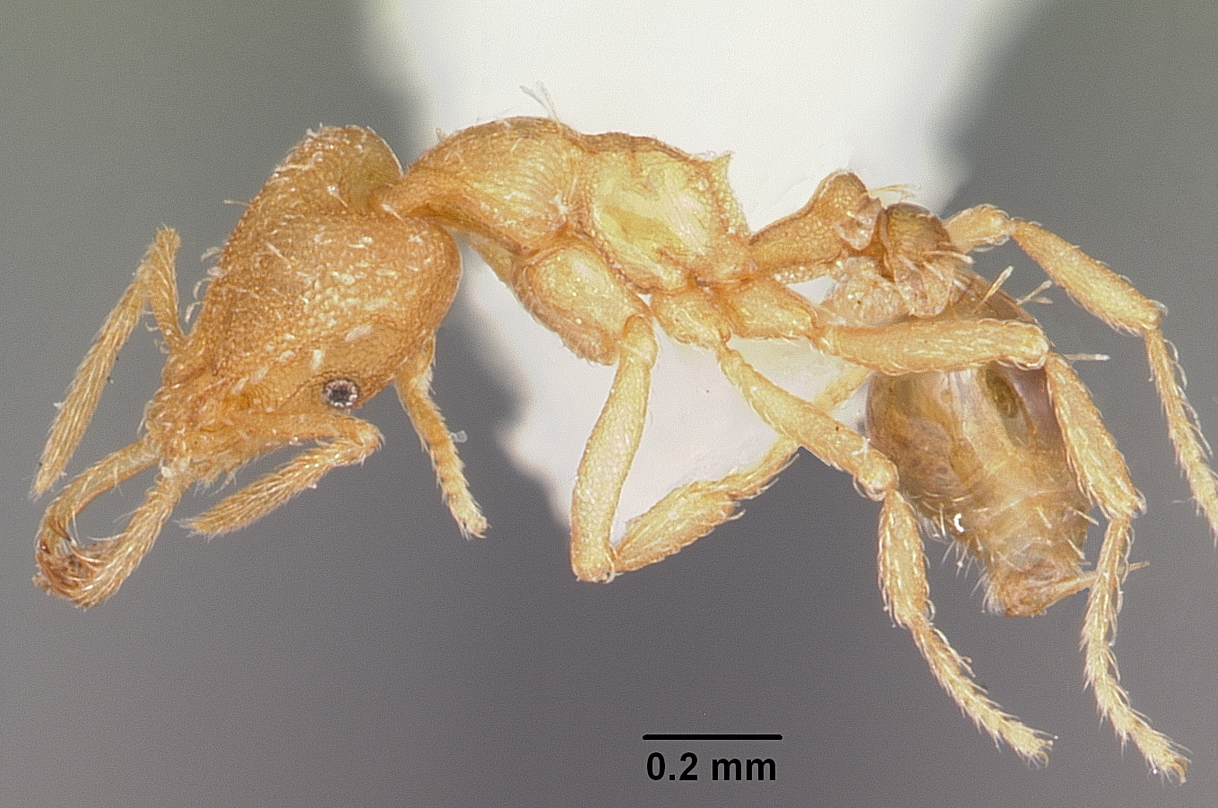